# Noyal-sur-Brutz
Noyal-sur-Brutz település Franciaországban, Loire-Atlantique megyében. Lakosainak száma 579 fő (2022. január 1.). Noyal-sur-Brutz Martigné-Ferchaud, Fercé, Rougé, Soudan és Villepot községekkel határos.

## Népesség
A település népességének változása:
| Lakosok száma | 385  | 422  | 443  | 529  | 584  | 589  | 592  | 591  | 586  | 579  |
|               | 1968 | 1982 | 1990 | 2006 | 2013 | 2015 | 2017 | 2019 | 2020 | 2022 |